# Jelcz 800

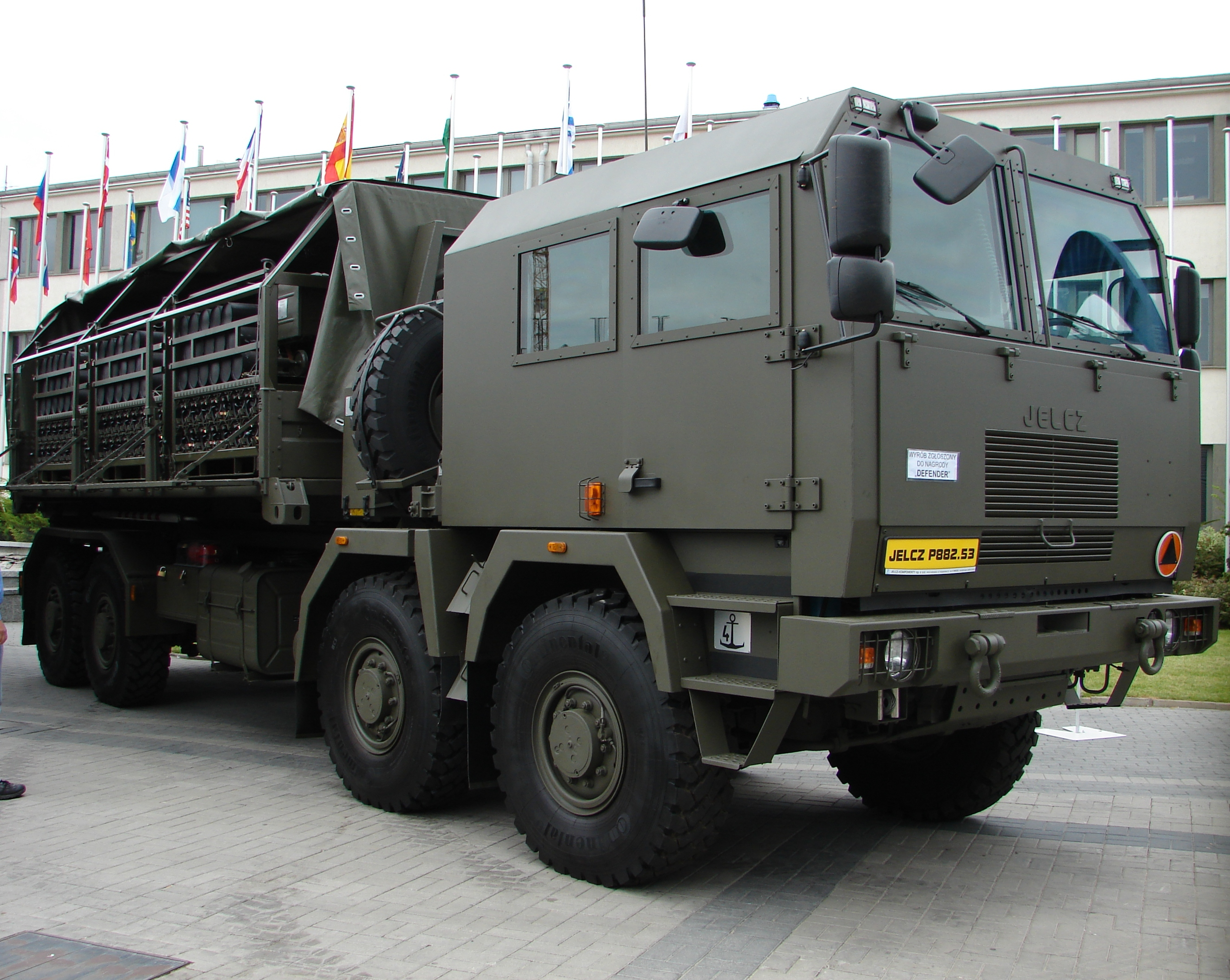
Jelcz P882D53 – wóz amunicyjny armatohaubicy Krab

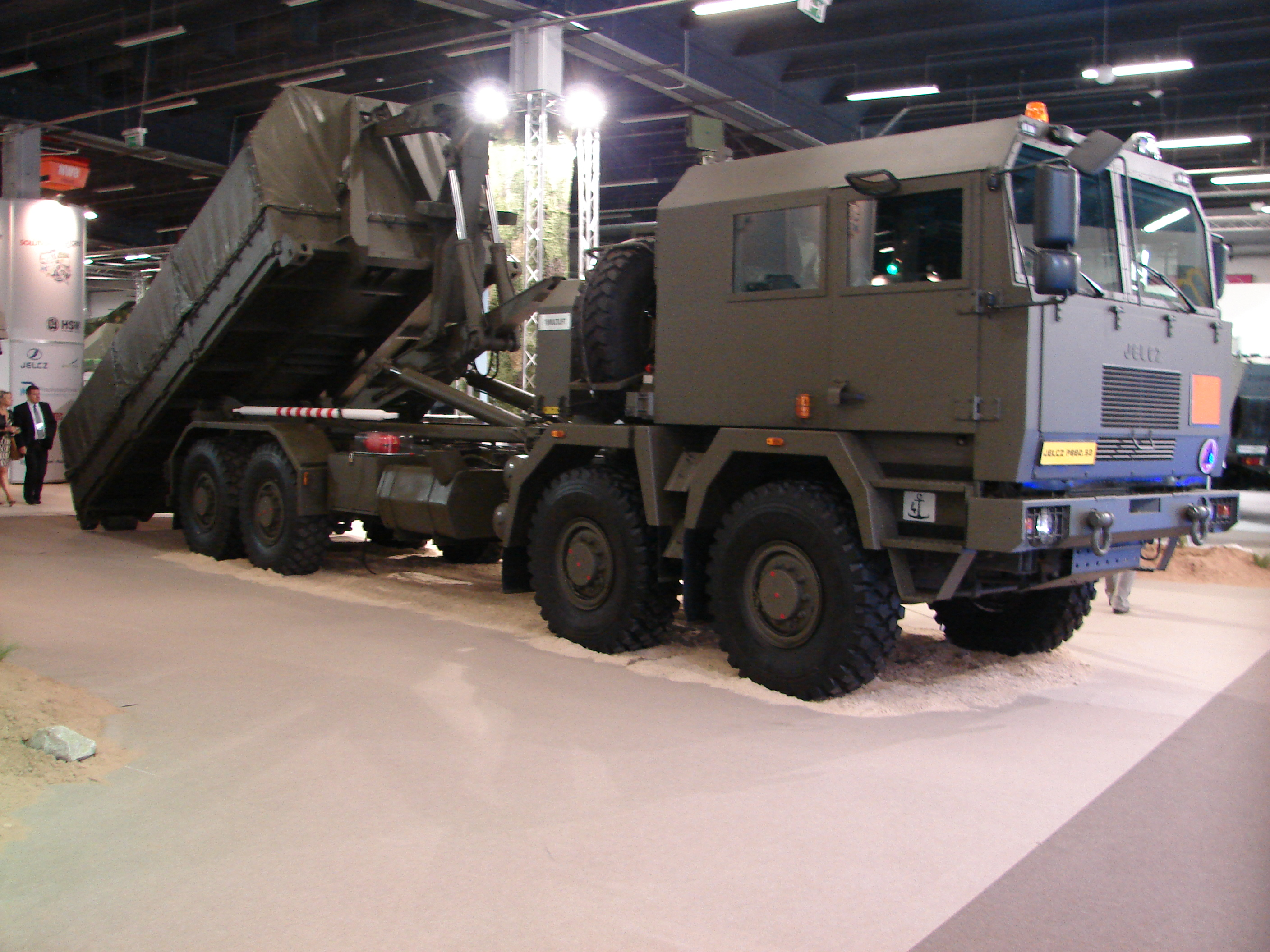
Jelcz P882D53 z systemem Multilift

Jelcz 800 – seria samochodów ciężarowych przeznaczonych do zastosowań wojskowych o podwyższonej lub wysokiej mobilności w terenie, zbudowanych w układzie czteroosiowym, produkowanych przez Jelcz, wyposażonych w przystosowane do montażu dodatkowego opancerzenia lub integralnie opancerzone kabiny 2, 4 i 6 osobowe w wykonaniu standardowym lub o obniżonej wysokości.

## Jelcz 882 (8x8)

### Jelcz P882 D.43 / P882 D.53
Produkowane od 2010 podwozie samochodu ciężarowego czteroosiowe z napędem na wszystkie osie (układ jezdny 8x8) o wysokiej mobilności w terenie (przy pojedynczym ogumieniu dla wszystkich osi), w wykonaniu do transportu ADR, przeznaczone pod zabudowy specjalistyczne, w tym zabudowy żurawi oraz systemów samozaładowczych. Maksymalna masa całkowita 32 t (techniczna 35 t). Masa własna podwozia 13-16,5 t w zależności od wersji, długość 11,845 m (podwozie radaru PIT TRS-15M), szerokość 2,55 m i wysokość 3,305 m.
Napęd stanowi turbodiesel Iveco Cursor 10 EURO III o mocy 430 KM, 1900 Nm przy 1050-1590 obr./min (Jelcz P882 D.43) lub Iveco Cursor 13 o mocy 540 KM / 397 kW. (Jelcz P882 D.53), skrzynie biegów mechaniczne 16 biegowe. Wyposażenie opcjonalne to system centralnego pompowania kół (CTIS), urządzenie filtrowentylacyjne, wyciągarka. Kabina opancerzona z osłoną balistyczną na poziomie 1 (według STANAG 4569)
Wojsko Polskie zakupiło w 2010 r. pierwsze 2 samochody P882D.43 z zabudową stacji radiolokacyjnej TRS-15C Odra-C dla Nadbrzeżnego Dywizjonu Rakietowego. Wersja P882D.53 z hakowym systemem samozaładowczym została wybrana jako pojazd amunicyjny dla programu Regina – dział samobieżnych Krab. W 2019 roku wojsko podpisało umowę na dostawę 24 Artyleryjskich Wozów Amunicyjnych na podwoziu P882 D.53 dla moździerzy samobieżnych Rak (po 3 na kompanijny moduł ogniowy). W 2018 na podwoziu P882 D.53 zbudowano w HSW Pojazd Minowania Narzutowego BAOBAB-K.

### Jelcz P882.57
Dalszą odmianą podwozia 8x8 drugiej generacji stało się podwozie P882.52, opracowane dla programu pocisków przeciwlotniczych Wisła. Podwozie P882.57 T45 stało się podwoziem wyrzutni pocisków rakietowych Homar-K (zamówiono 90 sztuk w 2023 roku). W wersji P882.57 T21 TS DOW stało się podwoziem wyrzutni pocisków przeciwlotniczych CAMM krótkiego zasięgu programu „mała Narew”, których zamówiono 138 z dostawami począwszy od 2027 roku. Podwozie P882.57 z kabiną dwumiejscową ma być także bazą dla wyrzutni iLauncher38 systemu przeciwlotniczego rakietowo-artyleryjskiego Pilica+ (w 2023 roku zamówiono 38 podwozi). 

### Jelcz C882.62
Ciągnik siodłowy w układzie 8x8 dla ciężkich zestawów do transportu czołgów Jak, z naczepą niskopodwoziową. 

## Jelcz P862 D.43 (8x6)

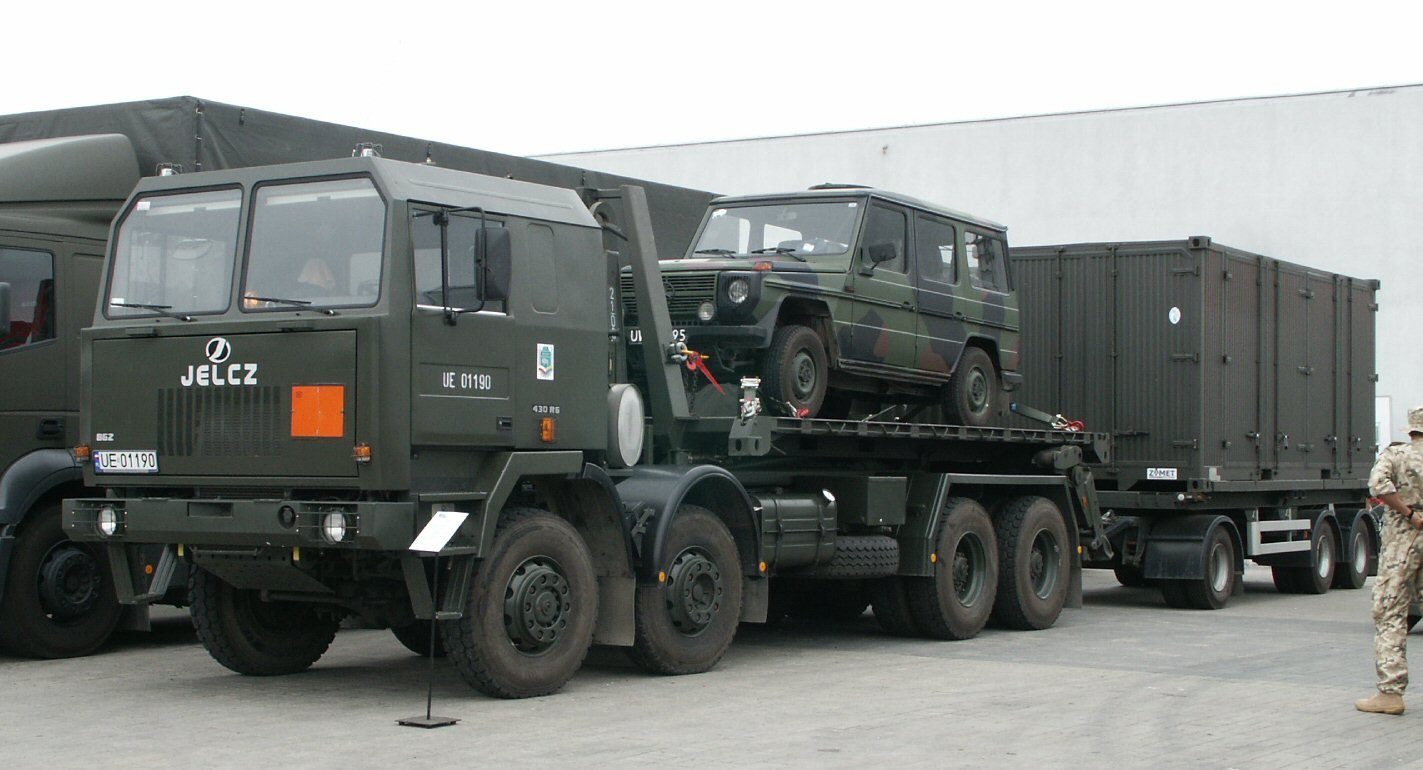
Jelcz P862 D.43 Multilift

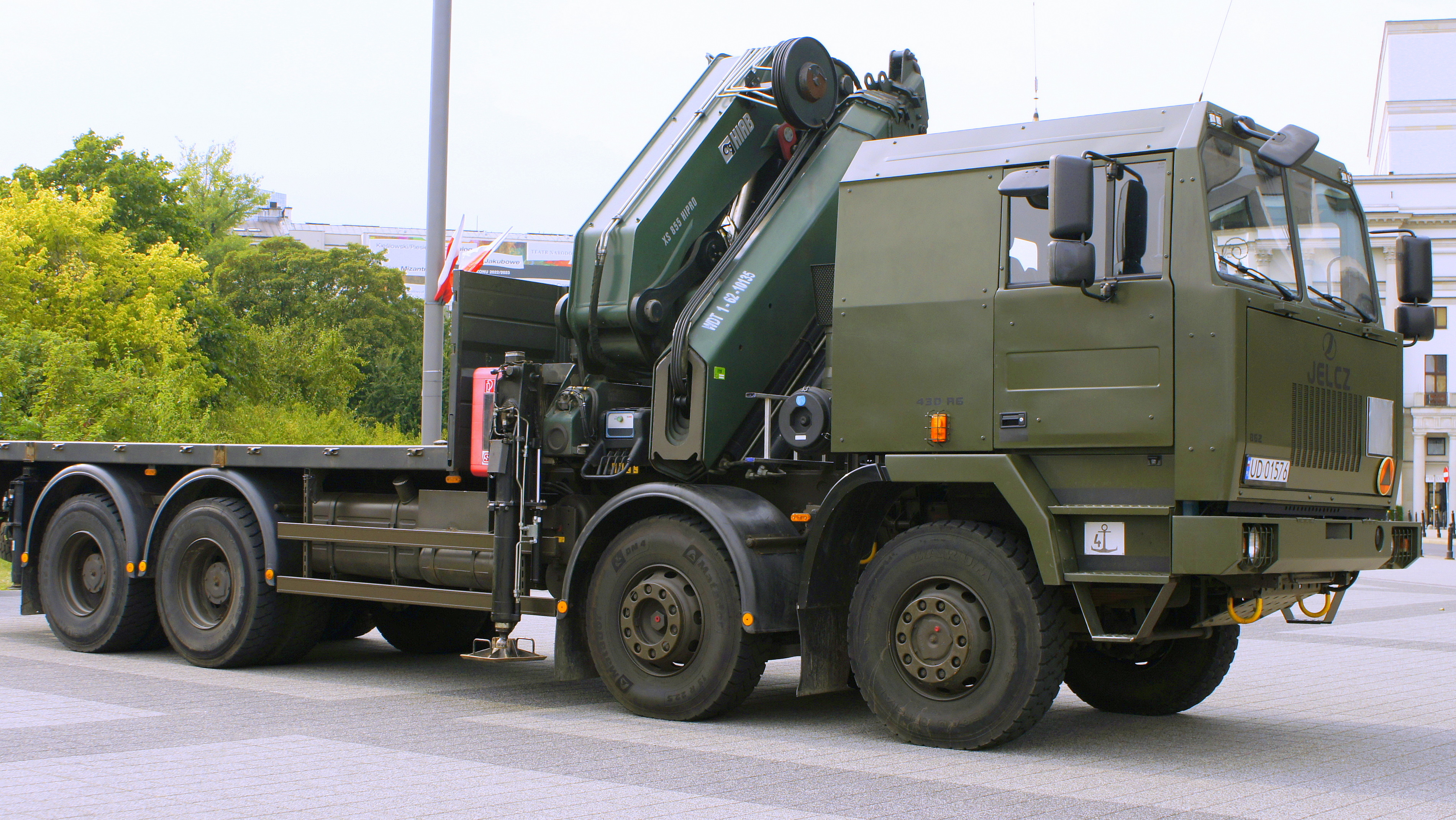
Jelcz 862 z żurawiem HIAB

Podwozie samochodu ciężarowego (wersja ze skrzynią ładunkową oznaczona S862 D.43) czteroosiowe z napędem na trzy z czterech osi (układ jezdny 8x6) o podwyższonej mobilności w terenie (przy bliźniaczym ogumieniu tylnych osi), w wykonaniu ADR, przeznaczone pod zabudowy specjalistyczne, w tym zabudowy żurawi oraz systemów samozaładowczych. Maksymalna masa całkowita 30,05 t. Masa własna podwozia 12,3-14 t w zależności od wersji, długość 9,335 – 11,500 m, szerokość 2,55 m i wysokość 3,305 m.
Napęd stanowi silnik Iveco Cursor 10 o mocy 430 KM, 1900 Nm przy 1050-1590 obr./min (Jelcz P882 D.43), skrzynie biegów mechaniczne 16 biegowe. Kabina wysoka, przystosowana do montażu dodatkowego opancerzenia. 
Do 2011 Siły Zbrojne Rzeczypospolitej Polskiej zakupiły 61 sztuk.
Samochód został zaprezentowany i wprowadzony do produkcji w 2001 roku. Stanowił od tej pory jeden z najpopularniejszych ciężkich transporterów logistycznych Sił Zbrojnych RP. W 2014 roku 12 samochodów P862 D.43 z systemem załadowczym Multilift Mk IV przekazano dla potrzeb Eurokorpusu.

## Jelcz P842 D.43 (8x4)
Podwozie samochodu ciężarowego (wersja ze skrzynią ładunkową oznaczona S842 D.43) czteroosiowe z napędem na dwie z czterech osi (układ jezdny 8x4), szosowe, w wykonaniu ADR, przeznaczone pod zabudowy specjalistyczne, w tym zabudowy żurawi oraz systemów samozaładowczych. Maksymalna masa całkowita 30,05 t (techniczna 38t). Masa własna podwozia 12,3-13 t w zależności od wersji, długość 9,335 – 11,500 m, szerokość 2,55 m i wysokość 3,305 m.
Napęd stanowi silnik Iveco Cursor 10 o mocy 430 KM, 1900 Nm przy 1050-1590 obr./min (Jelcz P842 D.43), w starszych wersjach również silniki Steyr (MAN), skrzynie biegów mechaniczne 16 biegowe. Kabina wysoka zwykła lub przystosowana do montażu dodatkowego opancerzenia.

## Jelcz P883.57 (8x8)
Jesienią 2023 roku zaprezentowano prototyp podwozia w układzie 8x8 trzeciej generacji, w wersji P883.57 T80 TS do przewozu kontenerów. Charakteryzuje się ono obniżoną wysuniętą do przodu kabiną wagonową i umieszczeniem silnika za kabiną. Przekonstruowano także tamę podwozia, wprowadzając niezależne zawieszenie osi ze sprężynami śrubowymi. W prototypie zastosowano silnik MTU 6R1500V40 o mocy 578 KM i maks. momencie obrotowym 2800 Nm. Przewidywano zastosowanie ich w pierwszym rzędzie w wersji 883.57 T85 jako podwozi dla wyrzutni Homark-K.